# Леонардо Бруни
Леонардо Бруни (1370. или 1374, Арецо - 8. март 1444, Фиренца) - италијански хуманиста, писац и историчар ренесансе.

## Биографија
Прво је студирао јуриспруденцију у Фиренци и Равени, а затим је, по савету Грка Емануела Крисолора, почео да проучава класичну антику у Фиренци. Пошто је био на позицији папског секретара од 1405. године, пратио је папу Јована XXIII на сабору у Констанци 1415. године. После свргавања овог папе (антипапе), Бруни се вратио у Фиренцу, где је учествовао у пословима републике. Својим делом „Хисториарум Флорентинарум либри 12” (Стразбур, 1610), које је, по налогу републичке владе, Донато Ачајоли превео на италијански (Венеција, 1473), стекао је право грађанства у Фиренци и потом постао државни секретар Републике. Био је близак Колучију Салутатију.
Након његове смрти, Фиренца и Арецо су се борили за право да почасте свог достојног грађанина величанственом сахраном и изградњом споменика. Брунијеве заслуге у ширењу и подстицању проучавања грчке књижевности састоје се углавном од његових превода Аристотела, Демостена, Плутарха и других. Чувена прича „Де аморе Гуисцарди ет Сигисмундае филиае Танцреди“ објављена је неколико пута и преведена на италијански и француски језик. Његов есеј „О исправном преводу” један је од првих покушаја стварања теорије превођења.
Основа погледа на свет научника је вера у неограничене стваралачке могућности човека и његову вечну жељу за добром. Бруни је такође проповедао идеју свеобухватног личног развоја и осуђивао аскетизам.
Сахрањен је у базилици Санта Кроче у Фиренци. Његова смрт је, како је наведено, означила крај једне ере – и почетак друге.